# ヴィルヘルム・ヴァインガート

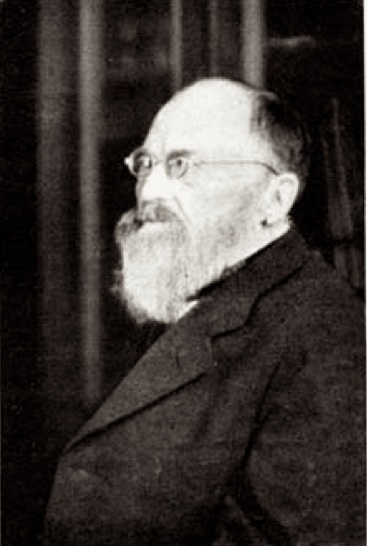
ヴィルヘルム・ヴァインガート

ヴィルヘルム・ヴァインガート（ドイツ語: Wilhelm Weingart、1856年9月4日 - 1936年8月31日）は、ドイツのアマチュア植物学者である。サボテンの研究家である。

## 略歴
テューリンゲン州のヒルトブルクハウゼンに1822年に創立された陶器製造業者の息子に生まれ、家族の仕事に就いた。幼い頃から植物、特にサボテンが好きで、豊かな財力でサボテンの大きなコレクションを作りあげ、サボテンの専門家として国際的に有名になった。親友のアマチュア植物学者のフリードリッヒ・ベデカー（Friedrich Bödeker（英語））と、サボテンの研究に情熱を注いだ。
40年間に渡って、ドイツ・サボテン協会（Deutsche Kakteen-Gesellschaft（ドイツ語）、略称：DKG）の会員で、多くの刊行物に論文を寄稿した。「ハシラサボテン」（Cereus）の研究に功績があった。
サボテン科の属名、Weingartiaや、サボテン科の種、Mammillaria weingartianaやLeptocereus weingartianusの学名にヴァインガートの名前がつけられている。